# Lapberg
Der Lapberg ist der höchste Gipfel des Bergrückens, der sich vom Schinder über Laubbergel und Lapbergschneid nach Westen erstreckt, bevor er dort ins Tal der Langen Au abfällt.
Der Gipfel ist nur weglos zu erreichen, z. B. über den Lapbergsattel zwischen Risserkogel und Lapberg. Auf der Nordseite befindet sich die aufgelassene Lapbergalm und eine Jagdhütte.

## Galerie

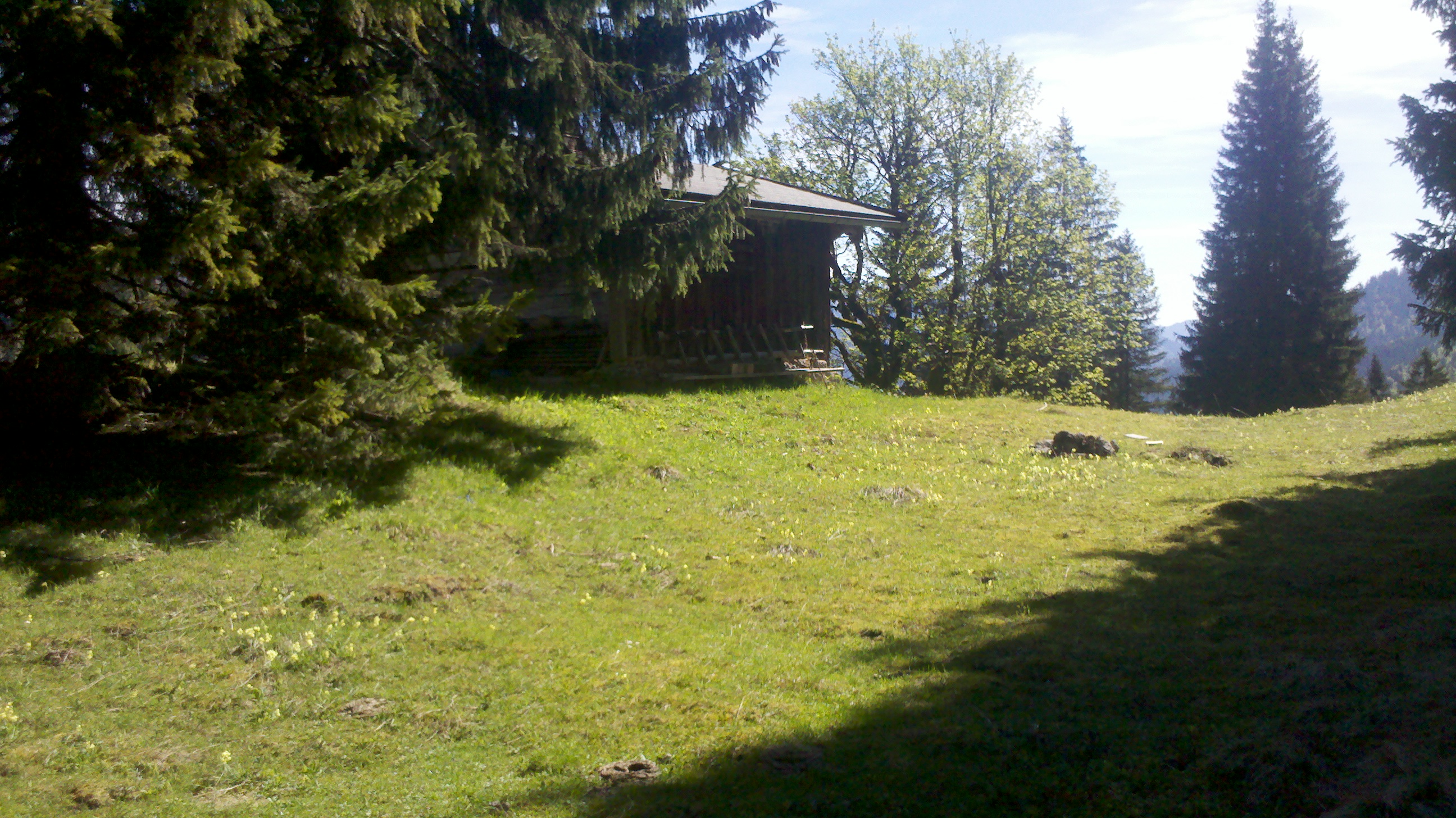
Jagdhaus an der Lapberg-Alm
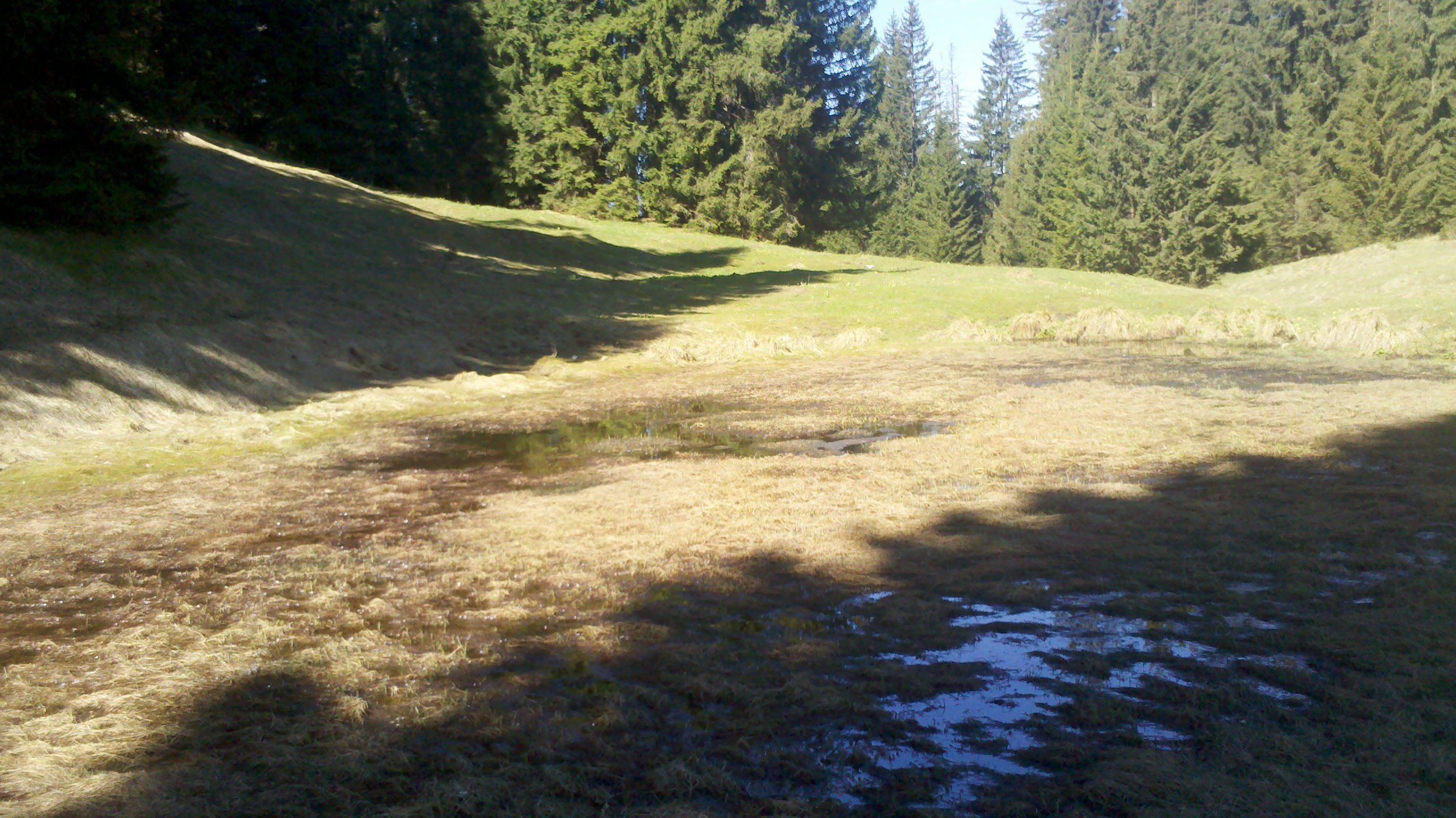
Feuchtwiese an der aufgelassenen Lapberg-Alm